# Friedrich Hohrmann
Friedrich Johann Rudolf Martin Hohrmann (* 27. Oktober 1912 in Bremen; † 28. Dezember 1987 ebenda) war ein deutscher Rechtsanwalt und Politiker (Wählergemeinschaft der Fliegergeschädigten (WdF)). Er war Mitglied der Bremischen Bürgerschaft.

## Biografie

### Ausbildung und Beruf
Hohrmann studierte von 1931 bis 1934 Rechtswissenschaften und absolvierte danach sein Referendariat in Bremen. Er promovierte zum Dr. jur. und wurde nach der Zweiten Juristischen Staatsprüfung 1938 Rechtsanwalt. Von 1939 bis 1945 war er Soldat.
Nach dem Krieg wurde ihm von der US-Militärregierung die Zulassung als Anwalt zunächst versagt und nach seinem Einspruch 1947 dann gewährt. Er war danach erneut als Rechtsanwalt und später auch als Notar tätig.

### Politik
Hohrmann beantragte am 9. Juni 1937 die Aufnahme in die NSDAP und wurde rückwirkend zum 1. Mai desselben Jahres aufgenommen (Mitgliedsnummer 4.279.863). Bereits seit 1934 war er Mitglied der SA und dort ab November 1942 auch Scharführer; weitere Mitgliedschaften bestanden 1934/35 im NS-Studentenbund und ab 1935 im NS-Rechtswahrerbund.
Im September 1947 wurde ein inzwischen eingeleitetes Spruchkammerverfahren eingestellt und Hohrmann in Anwendung der Weihnachtsamnestie als „nicht betroffen“ entnazifiziert.
Nach dem Krieg wurde er Mitglied der WdF, einer Wählergemeinschaft der Fliegergeschädigten. Während ihres fünfjährigen Bestehens trat sie nur einmal 1951 im Wahlbereich Bremen zur Bürgerschaftswahl an und hatte auch nur in Bremen einen Landesverband. Hohrmann war als einer von vier gewählten Abgeordneten dieser Partei von 1951 bis 1955 Mitglied der Bremischen Bürgerschaft und in verschiedenen Deputationen der Bürgerschaft tätig. Seit Mai 1954 war er Gruppensprecher und seit März 1955 Fraktionsvorsitzender der WdF-GB/BHE-Fraktion.
Hohrmann war verheiratet mit Mercedes Hohrmann, geb. Müller (1922–1999).